# Шмідт Ісай Павлович
Ісай Павлович Шмідт — (1895, Одеса — 1975, Москва) — радянський історик, комісар військових навчальних закладів ВПС РСЧА (1919—1926), директор Московської губернської партшколи (1926—1928), ректор Одеського державного університету (нині — Одеський національний університет імені І. І. Мечникова) (1933—1936), доктор історичних наук, професор. Орден Червоного Прапору; медалі: «За трудовую доблесть» (1946), «За трудовое отличие» (1948).

## Біографія
Народився в Одесі в сім'ї робітників.
У 1910-х працював друкарем в одній з місцевих друкарень, брав участь у робітничому русі. 1915 за революційну агітацію в армії засуджено до 13 років каторжних робіт та ув'язнено у Шлісельбурзькій фортеці. В 1917 р. після Лютневої революції був звільнений з в'язниці та вступив в РКП(б).
У в'язниці потоваришував з Г. Котовським. 1917 став членом РСДРП. У 1918—1919 брав активну участь у діяльності одеського більшовицького підпілля, за що був заарештований інтервентами і декілька місяців провів у в'язниці. Від липня 1919 — комісар 2-ї стрілецької бригади у 45-й дивізії. Після громадянської війни начальник політвідділу 44-ї Київської стрілецької
дивізії, комісар військово-навчальних закладів ВПС РСЧА. У другий половині 1920-х звільнений із рядів РСЧА.
Закінчив Інститут червоних професорів у Москві, працював завідувачем кафедри Московського ін-ту сходознавців. У цей час отримав звання проф-а та науковий ступінь доктора історичних наук. В 1926—1928 рр. — директор Московської губернської партійної школи. В 1929—1930 рр. — викладач Академії комуністичного виховання. Протягом 1931—1933 рр. працював завідувачем кафедри історії Московського інституту сходознавства. У 1934 р. закінчив Інститут червоної професури в Москві. У цей час отримав звання професора та науковий ступінь доктора історичних наук.
Із відновленням 1933 ОДУ призначений ректором останнього. Спочатку університет був відкритий у складі математичного, фізичного, хімічного та біологічного факультетів. За активної участі І. П. Шмідта наприкінці 1933 р. відкрито соціально-економічний факультет, з історичним відділенням, а у 1934 р. — окремі історичний та географічний факультети. У зв'язку з цим розширенням у 1935 р. було ліквідовано соціально-економічний факультет. У 1937 р. створено літературний факультет, з українським та російським відділеннями. Час роботи на посаді ректора ОДУ (1933—1936) збігся з боротьбою проти «троцькістської опозиції», що призвело до партійних чисток і репресій адміністративного та викладацького складу університету. Як компартійний висуванець підтримував ідеологічні кампанії, виступав з критикою колег, запідозрених у немарксистському викладанні предметів чи у належності до антипартійних течій. Через політичні звинувачення у серпні 1936 р. був звільнений з посади ректора ОДУ, змушений виїхати з Одеси.
Від 1938—1949 рр. працював професором Ярославського педагогічного інституту. У 1946 р. нагороджений медаллю «За доблестный труд», того ж року ВАКР СРСР І. Шмидту було присуджене вчене звання професора. У 1948 р. нагороджений медаллю «За отличную работу».
У 1951—1952 рр. — професор Самаркандського університету. 1952 р. Міністерством освіти РРФСР направлений до Кемеровського учительського ін-ту в зв'язку з його реорганізацією в педагогічний інституту. Від 1953 до 1955 рр. завідував кафедрою історії та читав курси лекцій з історії СРСР та нової історії. У подальшому працював у Московському педагогічному ін-ті та Міністерстві освіти СРСР.
В 1965 році переведений на посаду професора педагогічного інституту Южно-Сахалінська.
Протягом всієї кар'єри науковими інтересами було дослідження історії партії. Стаття «Против фальсификации истории Октября…» являла собою рецензію на 4-й том «Истории ВКП(б)», виданий під редакцією О. Ярославського. Саме вона розпочала розгром наукової школи цього вченого, у колективній роботі під керівництвом якого рецензенти знайшли «троцькістські установки» та наявність «грубо помилкової правоопортуністичної концепції» історії партії. Під час роботи в ОДУ досліджував тему «Боротьба революційного марксизму з народництвом».
У 1956—1964 рр. працював у Московському педагогічному інституті та Міністерстві освіти СРСР. В 1965—1974 рр. професор Южно-Сахалінського педагогічного інституту.
Помер у січні 1975 р. Похований на Новодівочому кладовищі в Москві.

## Наукова діяльність
Наукові інтереси І. П. Шмідта — історія комуністичної партії. Має більше 20 наукових публікацій, друкувався в журналах «Большевик», «Под знаменем марксизма» в «Учёных записках».

## Наукові публікації
- Против фальсификации истории Октября под флагом объективности / И. П.  Шмидт, А. Абрамов // Большевик. — 1931. — № 22. — Рец. на кн.: История ВКП(б): в 4 т. / под ред. Е. М. Ярославского. — М., ; Л. — 1930. — Т. 4.
- Мы уверенно идем к победе коммунизма / И. П. Шмидт. — М., 1933. — 60 с.
- Ми впевнено йдемо до перемоги комунізму / И. П. Шмидт. — К., 1933. — 60 с.
- Квітневі тези Леніна / И. П. Шмидт // Чорноморська комуна. — 1935. — 17 квітня.
- Бій під Комарівцями / И. П. Шмидт // Чорноморська комуна. — 1935. — 12 червня.
- Більшовизм у боротьбі з народництвом / И. П. Шмидт // Чорноморська комуна. — 1935. — 12 серпня.